# Église Saint-Ferréol de Saint-Fargeau
Ne pas confondre avec l'église Saint-Ferréol de Saint-Fargeau-Ponthierry.
L'église Saint-Ferréol est une église catholique située sur la commune de Saint-Fargeau, dans le département français de l'Yonne, en France.

## Histoire
L'église aurait été construite par Thibault, comte de Bar, qui avait épousé en 1255 Jeanne de Toucy, héritière de la première maison des seigneurs de Saint-Fargeau. Elle a été fortement restaurée durant le seconde moitié du XIXe siècle. L'édifice est classé au titre des monuments historiques en 1907.

## Mobilier
L'église conserve des sculptures et des tableaux. Parmi ceux-ci, on remarque notamment un triptyque dit de la crucifixion (XVe s.), une pietà et un Saint Ferréol du XVIe siècle, un petit saint Joseph du XVIIIe, mais dans un style qui rappelle le moyen-âge, et plusieurs tableaux datant du Second Empire.
La plupart des vitraux sont modernes (certains signés E. Didron, 1877), mais des fragments des anciennes verrières (plus d'une vingtaine) ont été récupérés par Gustave Revilliod lors d'une vente en 1891 et sont conservés au Musée Ariana de Genève. Selon Jean Lafond qui les a étudiés, ils proviendraient d'un vitrail de la Passion (médaillons représentant le baiser de Judas, la flagellation, la descente de croix), d'une enfance du Christ (adoration des mages au sommet d'une lancette, couronnement de la Vierge), probablement d'un Jugement dernier (intercession de la Vierge), et de légendes de saints (saints Pierre et Paul dans un médaillon, un nageur : Jonas ou saint Vincent ?, saint Blaise, un "saint François" transformé), Les fonds présentaient des croisillons, les plus abondants sont à dominante rouge.
Ils datent du milieu du XIIIe siècle, mais ont subi plusieurs restaurations, déplacements ou recompositions au cours du temps avant leur dépose définitive, et sans doute même après ; outre de nombreux éléments hétéroclites et des repeints malheureux, une belle tête enchâssée dans un panneau semble avoir fait partie des collections d'Alfred Gérente, "maître-verrier et antiquaire parisien", mais du fait de son style très différent, son appartenance à l'ensemble de Saint-Fargeau parait douteuse : "il s'agissait de présenter à l'amateur, et le cas échéant à l'expert, des châssis exclusivement garnis de verres anciens". De telles pratiques rendent difficile  l'interprétation des sujets composites, qui sont nombreux.